# فردریک هورن
فردریک هورن (نروژی: Fredrik Horn; ۸ ژوئن ۱۹۱۶ – ۱۸ نوامبر ۱۹۹۷) بازیکن فوتبال اهل نروژ بود.
از باشگاه‌هایی که در آن بازی کرده‌است می‌توان به باشگاه فوتبال لین اشاره کرد.